# IDempiere
iDempiere Business Suite, znany również jako OSGi do + ADempiere, jest otwartym oprogramowaniem typu system planowania zasobów przedsiębiorstwa (ERP), w którym można skutecznie nawigować poprzez komputery osobiste, tablety i smartfony, posiada także funkcjonalności zarządzania relacjami z klientami (CRM) oraz zarządzania łańcuchem dostaw (SCM).
Jest to w przeciwieństwie do większości licencjonowanych (zastrzeżonych) oprogramowanie otwarte ERP, a bieżące rozwiązania są wdrażane i uaktualniane poprzez globalną społeczność programistów, integratorów oraz użytkowników.

## Cechy
Architektura platformy iDempiere, umożliwia łatwe rozszerzanie swoich funkcjonalności, zachowując przy tym prostotę i elastyczność obsługi, iDempiere może być swobodnie wykorzystywany i wspiera:
- Wiele ról
- Wiele organizacji (oddziałów, zakładów itp.)
- Wiele języków (29 lokalizacji; możliwy mieszany dostęp w jednej instancji)
- Wiele walut
- Kilka schematów rachunkowości
- Wielu użytkowników

## Historia
W 1999 r. Jörg Janke tworzy Compiere pierwszego protoplastę iDempiere. Jorg wcześniej pracował w Oracle w Niemczech i USA.
W 2006 r. rozpoczynają się prace nad ADempiere, nową ścieżką rozwoju otwartej wersji Compiere.
W latach 2008–2010 w społeczności ADempiere niektórzy użytkownicy zaczynają projekt modułowego systemu ERP, z implementacjami OSGi, takimi jak Apache Felix i Euquinox.
W 2010 r. uruchomiono Adempiere 3.6.0 LTS i Branch GlobalQSS Adempiere361.
| Numer wersji            | Data wydania            | Uwagi                                                                        |
| ----------------------- | ----------------------- | ---------------------------------------------------------------------------- |
| 1.0.a Halloween Edition | 31 października 2012 r. | - Pierwsza oficjalna wersja - Wersja Alfa                                    |
| 1.0b Devina             | 24 kwietnia 2013 r.     | Wersja Beta                                                                  |
| 1.0c Devina LTS         | 27 czerwca 2013 r.      |                                                                              |
| 2.0                     | 31 października 2013 r. |                                                                              |
| 2.1                     | 31 października 2014 r. |                                                                              |
| 3.1 Maitreyi            | 31 października 2015 r. |                                                                              |
| 4.1                     | 31 października 2016 r. |                                                                              |
| 5.1                     | 31 października 2017 r. |                                                                              |
| 6.1                     | 31 października 2018 r. |                                                                              |
| 6.2                     | 4 stycznia 2019 r.      | - Wersja konserwowana codziennie - Wersja stabilna - 413ściągnięć na tydzień |

W 2011, z powodu różnic w dawnym ADempiere, część społeczności programistów postanowiła wykorzystać nową nazwę iDempiere dla ścieżki rozwoju zgodnej z nową architekturą OSGi. Odtąd iDempiere można traktować jako następny kolejny etap po ADempiere lub jako oddzielną ścieżkę dla ADempiere Branch GlobalQSS Adempiere361. Duża część aktywnej społeczności deweloperów ADempiere skupiła się wówczas nad rozwojem iDempiere.
Dużą różnicą pomiędzy iDempiere 1.0 i ADempiere była aktualizacja technologii programowania w ramach nowego szkieletu aplikacji OSGi, który umożliwia iDempiere stosować tzw. wtyczki, tak więc wiele wyjątkowych funkcjonalności wykonanych dla ADempiere zostało zaktualizowane wkrótce jako wtyczki dla iDempiere, również JBoss został zastąpiony przez Apache Tomcat w celu poprawy wydajności i mniejszego zużycia pamięci. Dalsze aktualizacje to nowy system automatycznej rozbudowy oparty na Buckminster, oraz istotna aktualizacja platformy ZK framework (ZK3.6 do ZK6), które pozwoliły na przeprojektowanie graficznego interfejsu użytkownika.
W 2015, w wersji 3.1 kontener aplikacji internetowych Apache Tomcat został zastąpiony przez Jetty.
W 2017, w wersji 5.1 platforma programistyczna ZK została zaktualizowana do wersji 8.0.2.2 i zastosowanie bazy danych Oracle pomyślnie przetestowano dla Oracle 12С.

### Nagrody i wyróżnienia
„Zwycięzca w InfoWorld's Bossie Award za najlepszą aplikacji open source”, przyznawane w 2015 roku i 2016 roku.
Na SourceForge – „Wybór społeczności” projekt miesiąca w lipcu 2016 roku oraz w lutym 2018 roku.
Компьютерное Обозрение (rosyjska strona) – najlepszy wśród „darmowych” systemów ERP podstawowego, średniego i wyższego poziomu, 5 listopada 2015 roku.
PCQuest – „7 otwartych platform ERP dla twojej firmy”, polecane 20 maja 2016 roku.
Capterra – blog dot. technologii logistycznych – „Osiem najlepszych propozycji darmowego, otwartego oprogramowania ERP”, 26 lipca 2017.

## Platforma
iDempiere składa się z serwera Java (na podstawie kontenera Jetty) z ZK 8.0/8.5 dla graficznego środowiska użytkownika przeglądarek internetowych. Wykorzystuje technologię OSGi, umożliwiającą stosowanie standaryzowanych modułów od różnych producentów. Posiada wbudowane wsparcie dla wykorzystania baz danych Oracle 11g/12C i PostgreSQL 9/10. Jest również wyposażony w klienta Swing wersji desktop.
IDempiere standardowo działa, jako klient sieci web w przeglądarkach Firefox, Chrome, Opera i Internet Explorer, które pozwalają użytkownikom na szybkie i łatwe otwieranie odpowiednich rekordów powiązanych z definiowanymi elementami ekranu.

## Technologia

### Słownik aplikacje i ustawienia

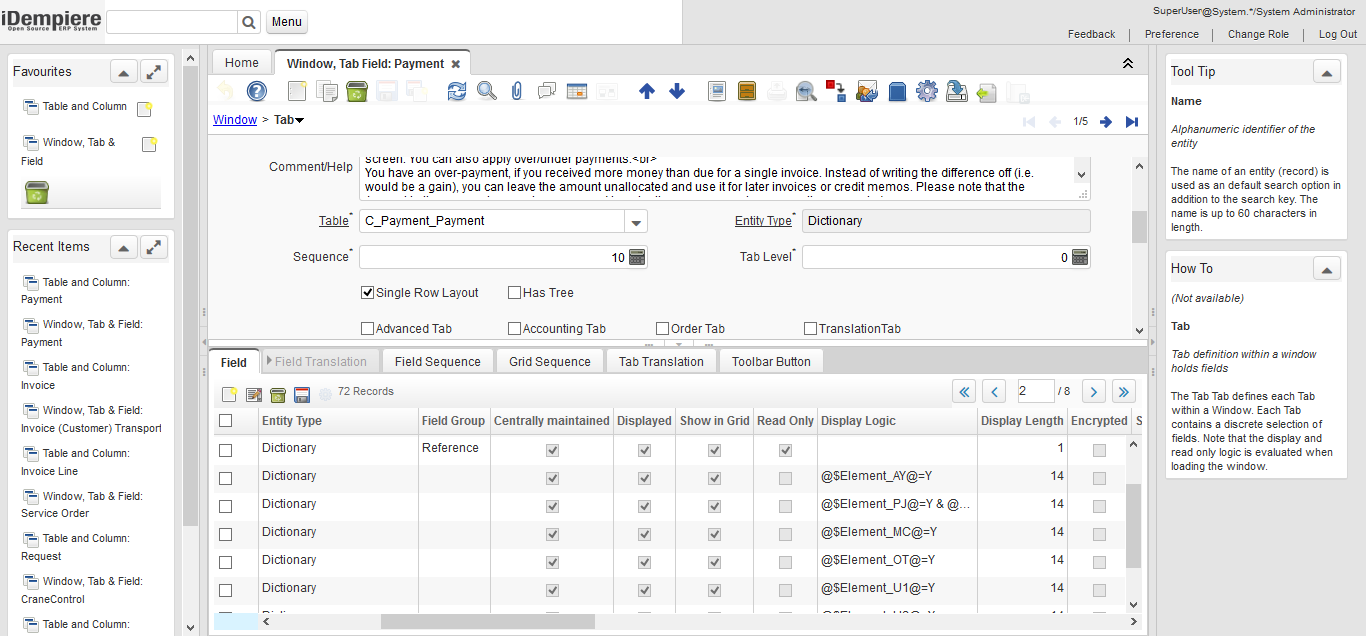
Słownik aplikacji iDempiere

Jest to cecha iDempiere, stanowiąca rozszerzenie koncepcji słownika danych (ang. data dictionary) w „Aktywny słownik danych”, który pozwala na zarządzanie encjami, zasadami walidacji, oknami, tabelkami, formatami i innymi ustawieniami aplikacji bez ręcznego wprowadzania od nowa oraz kompilacji kolejnych sekwencji kodu Java. Tak więc iDempiere można traktować nie tylko jako aplikację ERP, ale także jako podstawę do rozbudowania baz danych aplikacji.

### Wtyczki
Druga cecha iDempiere to obsługa wtyczek do zmiany lub rozbudowy wybranych funkcjonalności ERP, CRM i SCM. Zgodnie z technologią OSGi indywidualne pakiety kodu (wtyczki) można dołączać dynamicznie, a iDempiere-Wiki pozwala użytkownikom oceniać znane wtyczki, które oferowane są wraz z opisem i ocenami na otwartym rynku plug-inów.

### Procesy robocze
iDempiere posiada mechanizm zarządzania procesami opierający się na standardach WfMC (ang. Workflow Management Coalition), do konfiguracji i kontroli procesów przepływu dokumentów oraz wymagań BPM.

### Raporty
iDempiere ma proste, konfigurowalne i potężne narzędzie do raportowania (z Katalogową Aplikacją) pozwalającą przekrojowe analizy danych i eksport wyników w różnych formatach (PDF, HTML, Excel itp.), posiada również możliwość integracji z JasperReports dla opracowywania bardziej złożonych raportów.

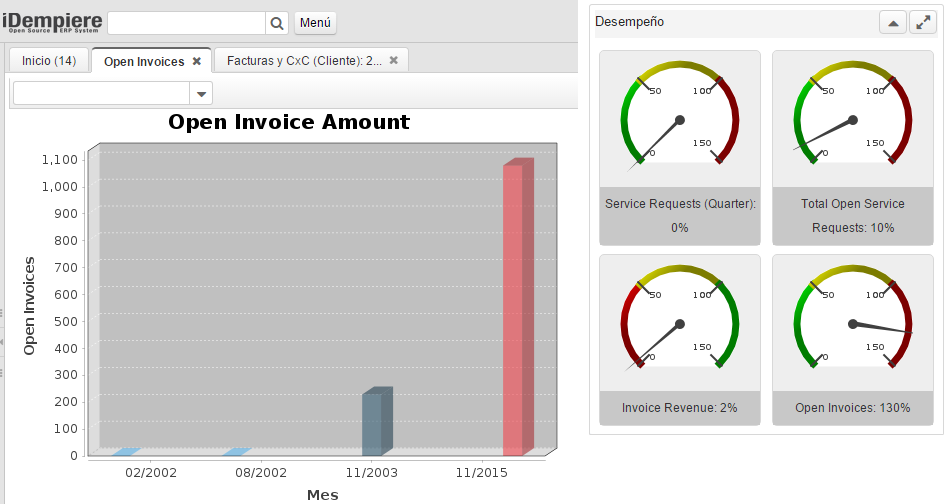
Wskaźniki efektywności iDempiere

### Wskaźniki efektywności
Wykresy wydajności są kalkulowane i dopasowywane do okienek, łącznie z przeliczaniem jednostek poprzez Aplikację Katalogową. Pozwalają one na bieżąco obrazować osiągane wskaźniki biznesowe oraz realizację celów.
Z wykresów można też uzyskać dostęp do danych, które są podstawą ich generowania (po kliknięciu, otwierane są i automatycznie filtrowane odpowiednie okna danych).

### Administrator
Dostęp do platformy opiera się na podziale wg ról i użytkowników. Jest również możliwe śledzenie „ścieżek zmian” w poszczególnych polach, w ten sposób, można przeprowadzić prawidłowo każdy proces audytu.

## Procesy biznesowe
Procesy biznesowe zawarte w jądrze:

### Operacje
- Proces: od oferty do sprzedaży – kosztorysy, wewnętrzne zlecenia sprzedaży, faktury, wysyłka, pulpity sprzedaży dla przedstawicieli i raportowanie sprzedaży.
- Proces: od zapotrzebowania do zakupu – zapotrzebowania, wewnętrzne zlecenia zamówień, faktury, odbiór materiału i sprawozdania zakupu.
- Zarządzanie łańcuchami dostaw[30] – zapasy, planowanie produkcji i wiele lokalizacji magazynowych.
- CRM-systemy[30] – reguły partnerów biznesowych, zarządzanie kontaktami, zarządzania kampaniami, zarządzania sprzedażą, etapy sprzedaży, kampanie marketingowe i wnioski.
- Zarządzanie projektami – fazy projektu i zadania, zarządzanie materiałami i raportowanie wydatków.

### Finanse
- Rachunkowość finansowa – rachunkowość zarządcza, zarządzanie rachunkami bankowymi i uzgadnianie sald, zarządzanie płatnościami i sprawozdawczość finansowa.
- Zarządzanie aktywami – śledzenie aktywów, aktywa w dostawie, aktywa u klienta, amortyzacja.

### Wtyczki
Niektóre rodzaje dodatków, dotyczące procesów biznesowych to m.in. interaktywny pulpit BI, specyficzne wymagania branżowe (jak utrzymanie środków trwałych, zarządzanie produkcją i pulpit kanban), lokalizacje, i inne integracje programowe (jak Asterix, terminal POS (ang. point of sale) Openbravo, mapy Google).

## Społeczność
iDempiere to projekt bardzo aktywnie rozwijany, wspiera go ogólnoświatowa społeczność osób zorganizowana w formie zdecentralizowanego bazaru. Nie zarządza tym projektem żadna osoba lub firma, ani żadną z jego części, podobnie jak stronami internetowymi Wiki, serwerami na których rozbudowuje się i testuje aplikację, trackerami błędów, forami dyskusyjnymi itp. Wspólnota obejmuje użytkowników, programistów i merytorycznych specjalistów.
Istnieją aktywne społeczności lokalne w Japonii, Chinach, USA, Niemczech, Indonezji, Brazylii, Malezji, Kolumbii, Indiach, Rosji i innych krajach. Społeczność osób pracujących z oprogramowaniem, wykorzystuje różne narzędzia do komunikacji na całym świecie, takie jak wielojęzyczny projekt Wiki, Google forum oraz kanał IRC. Szersza wymiana informacji ma miejsce również na wystąpieniach w czasie konferencji poświęconych otwartemu oprogramowaniu, takich jak OpenRheinRuhr i okazjonalnie organizowanych na wielu uniwersytetach.

### Światowe konferencje
- 2013 Maj 16/17 – Krefeld, Niemcy. Odwiedzona przez około 30 najważniejszych twórców z 4 kontynentów[45].
- 2014 Marzec 7 – Bonn, Niemcy. (nieoficjalna niemiecka konferencja iDempiere)[46].
- 2015 Września 3/4 – Krefeld, Niemcy. Odwiedzona przez około 38 najważniejszych twórców z 5 kontynentów[47][48].

### Rozwój
Zintegrowane środowisko programistyczne (IDE) używane w iDempiere to Eclipse 4.7.1 a (Oxygen) z Buckminster, MercurialEclipse (opcjonalnie), Equinox (OSGi dla R6) i Apache Felix Web Console.
IDempiere wykorzystuje Jira dla śledzenia rozwiązywanych problemów i bieżącej współpracy W ten sposób udaje się elastycznie zintegrować wkład całej społeczność. Wszystko podlega powszechnemu recenzowaniu, zanim zostanie wprowadzone do rdzenia. Każdy wkład pracy jest rejestrowany i archiwizowany w oficjalnym repozytorium projektu iDempiere.